# Brachypelma
Brachypelma és un gènere d'aranyes migalomorfs de la família Theraphosidae que inclou diverses espècies de taràntules pròpies d'Amèrica Central.

## Taxonomia
- Brachypelma albiceps (Pocock, 1903) (Mèxic)
- Brachypelma albopilosum Valerio, 1980 (Costa Rica)
- Brachypelma andrewi Schmidt, 1992 (desconegut)
- Brachypelma angustum Valerio, 1980 (Costa Rica)
- Brachypelma annitha Tesmoingt, Cleton & Verdez, 1997 (Mèxic)
- Brachypelma auratum Schmidt, 1992 (Mèxic)
- Brachypelma aureoceps (Chamberlin, 1917) (USA (probablement introduïda)
- Brachypelma baumgarteni Smith, 1993 (Mèxic)
- Brachypelma boehmei Schmidt & Klaas, 1993 (Mèxic)
- Brachypelma embrithes (Chamberlin & Ivie, 1936) (Panamà)
- Brachypelma emilia (White, 1856) (Mèxic)
- Brachypelma epicureanum (Chamberlin, 1925) (Mèxic)
- Brachypelma fossorium Valerio, 1980 (Costa Rica)
- Brachypelma hamorii Tesmoingt, Cleton & Verdez, 1997 (Mèxic)
- Brachypelma klaasi (Schmidt & Krause, 1994) (Mèxic)
- Brachypelma ruhnaui
- Brachypelma sabulosum (F. O. P.-Cambridge, 1897) (Guatemala)
- Brachypelma schroederi Rudloff, 2003 (Mèxic)
- Brachypelma smithi (F. O. P.-Cambridge, 1897) (Mèxic)
- Brachypelma vagans (Ausserer, 1875) (Mèxic, Amèrica Central)
- Brachypelma verdezi Schmidt, 2003 (Mèxic)